# Sasaki Rico
Sasaki Rico (Nhật: 佐々木 李子 (Tá Tá Mộc Lí Tử) sinh ngày 10 tháng 11 năm 1997) là một nữ diễn viên, diễn viên lồng tiếng và ca sĩ người Nhật Bản đến từ Akita, trực thuộc Honeycomb Entertainment. Sự nghiệp giải trí của Sasaki bắt đầu vào năm 2008 khi cô được chọn đóng vai Annie trong vở nhạc kịch Annie. Cô khởi đầu sự nghiệp âm nhạc vào năm 2013 với nghệ danh Rico, trước khi chuyển sang sử dụng tên thật của mình vào năm 2016. Cùng năm đó, cô đã bắt đầu làm diễn viên lồng tiếng phim. Là một nữ diễn viên lồng tiếng, cô được biết đến với các vai Poporon trong Jashin-chan Dropkick!, Daia trong Kiratto Pri Chan và Ayako Yamada trong Kageki Shoujo!!, trong khi các tác phẩm âm nhạc của cô đã được đưa vào những bộ anime như Danchi Tomoo, Duel Masters, và Itai no wa Iya nano de Bōgyoryoku ni Kyokufuri Shitai to Omoimasu..

## Tiểu sử
Sasaki sinh ở tỉnh Akita vào ngày 10 tháng 11 năm 1997. Cô đã yêu thích âm nhạc khi còn nhỏ, một phần do ảnh hưởng của bà ngoại, và bắt đầu đi học múa và hát từ những năm học tiểu học. Khi đang học năm thứ ba tiểu học, cô xem vở nhạc kịch Annie do Nhật Bản sản xuất, tác phẩm đã truyền cảm hứng cho cô theo đuổi sự nghiệp sân khấu. Một phần theo gợi ý của giáo viên, khi lên lớp năm, cô thử nộp đơn vào vai trong vở kịch Annie, và trong số khoảng 9.000 người ứng tuyển, cô đã được chọn đóng vai chính Annie; Sasaki bắt đầu xuất hiện trong các tác phẩm sau đó vào cuối năm 2008.
Năm 2013, Sasaki bắt đầu sự nghiệp âm nhạc sau khi chiến thắng một cuộc thi do Teichiku Records tổ chức nhân kỷ niệm 80 năm thành lập công ty. Cô đã vượt qua 3.836 ứng viên khác để ra mắt với nghệ danh Rico. Đĩa đơn đầu tiên của cô, Come and Get It!, được phát hành vào ngày 23 tháng 7 năm 2014  Cùng năm đó, cô đã gia nhập vào công ty giải trí Honeycomb Entertainment.
Sasaki học nhạc tại trường trung học Tokiwagi Gakuen ở Sendai và tốt nghiệp vào năm 2016. Thời điểm này cô cũng bắt đầu sử dụng tên thật của mình cho các hoạt động giải trí và phát hành đĩa đơn Kasabuta/Omoi no Kakera/Dorīmukuraimā (カサブタ/想いのかけら/ドリームクライマー). Ngoài ca hát, cô đã bắt đầu sự nghiệp lồng tiếng phim, một quyết định ban đầu được cô ấp ủ khi còn học trung học cơ sở dưới sự khuyến khích của một người bạn và một trong những nhân viên của công ty cô ấy. Một trong những vai diễn đầu tiên của cô là nhân vật Nanami trong bộ anime truyền hình Clione no Akari.
Năm 2018, cô thành lập bộ đôi âm nhạc Re-connect cùng ca sĩ Kyoco; bộ đôi đã buộc phải tạm dừng các hoạt động vào năm 2019 sau khi hợp đồng của Kyoco với công ty quản lý bị chấm dứt. Bài hát "Ashita e no Kaze" (明日への風) của cô, được phát hành vào ngày 21 tháng 2 năm đó, đã được sử dụng làm nhạc nền cho bộ anime Duel Masters. Cô cũng được chọn vào vai nhân vật Poporon trong bộ anime truyền hình Jashin-chan Dropkick!. Năm 2019, cô đóng vai Daia trong Kiratto Pri Chan.
Vào năm 2020, Sasaki đã phát hành đĩa đơn Play the world; bài hát chủ đề của đĩa đơn được sử dụng làm nhạc nền cho bộ anime Bōgyoryoku ni Kyokufuri Shitai to Omoimasu.. Năm 2021, cô đóng vai Ayako Yamada trong loạt anime Kageki Shoujo!.

## Phim ảnh

### Phim hoạt hình
2016
- Crane Game Girls vai Kyōko[2]
- Cardfight!! Vanguard vai Cậu bé thứ 3[2]
- Omoi no Kakera vai Michiru[2]
- All Out!! vai Nữ sinh[2]

2017
- Love Kome vai Gurue[2]
- Clione no Akari vai Nanami Yukine[6]

2018
- Jashin-chan Dropkick! vai Poporon[9]

2019
- Kiratto Pri Chan vai Daia Nijinosaki[3]

2020
- Love Live! Nijigasaki High School Idol Club vai Thư ký hội học sinh[2]

2021
- Kageki Shoujo!! vai Ayako Yamada[10]

### Trò chơi
2022
Azure Striker Gunvolt 3 vai Layla, Luxia

## Đĩa đệm

### Đĩa đơn
Dưới tên Rico Sasaki:
- "Kasabuta/Omoi no Kakera/Dream Climber" (カサブタ/想いのかけら/ドリームクライマー?) (ngày phát hành: 22 tháng 7 năm 2016)
- "Recollections" (ngày phát hành: 21 tháng 6 năm 2017)
- "Ashita e no Kaze" (明日への風?) (ngày phát hành: 21 tháng 2 năm 2018)
- "Tsumugu Logic Music Selection Type A (Blooming!) (紡ロジック Music Selection【Type A】(Blooming!)?) (ngày phát hành: 9 tháng 1 năm 2019)
- "Tsumugu Logic Music Selection Type B (Freedom) (紡ロジック Music Selection【Type A】(Freedom)?) (ngày phát hành: 9 tháng 1 năm 2019)
- "Tsumugu Logic Music Selection Type C (Blooming!/Freedom) (紡ロジック Music Selection【Type A】(Blooming!/Freedom)?) (ngày phát hành: 9 tháng 1 năm 2019)
- "Curtain Cull o Yurashite" (カーテンコールを揺らして Kātenkōru o yurashite?) (ngày phát hành: 20 tháng 11 năm 2019)
- "Play the world" (ngày phát hành: 26 tháng 2 năm 2020)
- "Start!" (スタート! Sutāto!?) (ngày phát hành: 10 tháng 11 năm 2020)